# 火鼠

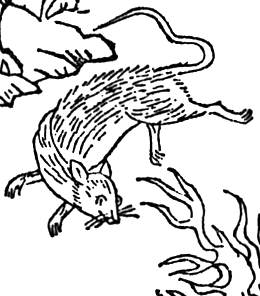
《和漢三才圖會》圖繪的火鼠

火鼠是中国传说中的一种生物，亦稱為火光獸。《太平御览》卷第八百二十引用晋朝张劲的《吴录》记载：“日南北景縣有火鼠，取毛為布，燒之而精，名火浣布。”（汉朝的日南郡的北景縣有一种火鼠，取它的毛皮来做布，经燃烧后可以得到其中精华，称为火浣布。）
一般认为他住在南方尽头火山火焰中的不尽木中。有一种说法是住在昆仑山上日本江户时代的百科全书《和汉三才图会》中引用中国《本草纲目》记载，在中国西域及南域的火州山上，有春夏烧秋冬灭的野火，就有栖息在野火中。。在《和名类聚抄》(10世纪中叶)卷十八的《毛群类》中对火鼠的描述里，引用了《神异传》，并将名字记为“比弥须三”。
是体重约250公斤的大鼠，毛长50厘米，毛比丝线还细。神異經记载火晶火山中有火鼠重百斤毛長二尺餘細如絲，和炎洲火林山有火光獸大如鼠毛長三四闭或赤或白膀夜即見取其毛

## 火浣布
用火鼠的毛织成的火浣布是一种特别的布，它不怕火，脏了扔在到火里烧就会像雪一样白。
在日本的《竹取物语》中，辉夜姬给阿倍御主人出的难题就是“火鼠的皮衣”。在《源氏物语》绘合卷中，出现了描绘《竹取物语》火鼠皮衣的段落，在《河海抄》的注释中，记载了汉代东方朔所著的地理书《神异经》和『十洲記』关于火浣布的记述。

## 文学作品
- 张说《喜雨赋》：“南穷火鼠之泽，北尽烛龙之会。”
- 苏轼《徐大正闲轩》：“冰蚕不知寒，火鼠不知暑。”
- 赵翼《途遇大雪》：“先生身将作火鼠，去向炎方尝溽暑。”
- 《竹取物語》
- 《犬夜叉》